# Dněperská kaskáda
Dněperská kaskáda je soustava vodních děl na řece Dněpr a je nejvýkonnější hydroenergetickou soustavou Ukrajiny. Celkový instalovaný výkon vodních elektráren je 3 821 MW a je zdrojem více než 88% vodní energie v zemi.

## Hydrologická charakteristika
Na území Ukrajiny protéká řeka Dněpr v délce 980 km, z toho v přirozeném korytu pouze v délce 100 km. Celková plocha přehradních nádrží je 6 976 km². Narovnáním vodní cesty vybudováním umělých jezer se zkrátila celková délka řeky z přírodních 2 285 na 2 201 km. Většina přítoku pochází z plochy povodí horního Dněpru, úsek středního Dněpru (Kyjev – Záporoží) a dolního Dněpru (Záporoží – ústí) přijímá již málo větších přítoků. Průměrný průtok 1370 m³/s v Kyjevě se v ústí navýší pouze na hodnotu kolem 1600 m³/s. Kaskáda vodních děl pokrývá právě střední a dolní tok, kde lze určit průměrný průtok na hodnotě 1500 m³/s. Spád od hladiny nejvyšší (Kyjevské nádrže) po hladinu řeky pod posledním stupněm (Kachovská elektrárna) je 102 m. Maximální teoretická roční výroba je tak 13,5 miliardy kWh. Tuto hodnotu je třeba snížit zohledněním účinnosti a nezpracovatelných průtokových maxim.

## Přehled stupňů kaskády
| elektrárna      | spád (m) | výkon (MW) | výstavba  | nádrž       | plocha (km²) | objem (km³) |
| --------------- | -------- | ---------- | --------- | ----------- | ------------ | ----------- |
| Kachovská       | 16,5     | 351        | 1950–1956 | Kachovská   | 2150         | 18,2        |
| DněproGES       | 38       | 1548       | 1927–1932 | Dněperská   | 410          | 3,3         |
| Středodněperská | 10,5     | 352        | 1956–1964 | Kamjanská   | 567          | 2,5         |
| Kremenčucká     | 14,2     | 686        | 1954–1959 | Kremenčucká | 2252         | 13,5        |
| Kanivská        | 11       | 444        | 1967–1975 | Kanivská    | 675          | 2,6         |
| Kyjevská        | 12       | 440        | 1965–1972 | Kyjevská    | 922          | 3,7         |
| celkem          | 102      | 3821       | 1927–1975 |             | 6976         | 43,8        |

Celkový roční výkon kaskády v průměru přesahuje hodnotu 10 miliard kWh, což Dněperskou kaskádu zařazuje mezi účinné vodní energetické soustavy.

## Historie výstavby

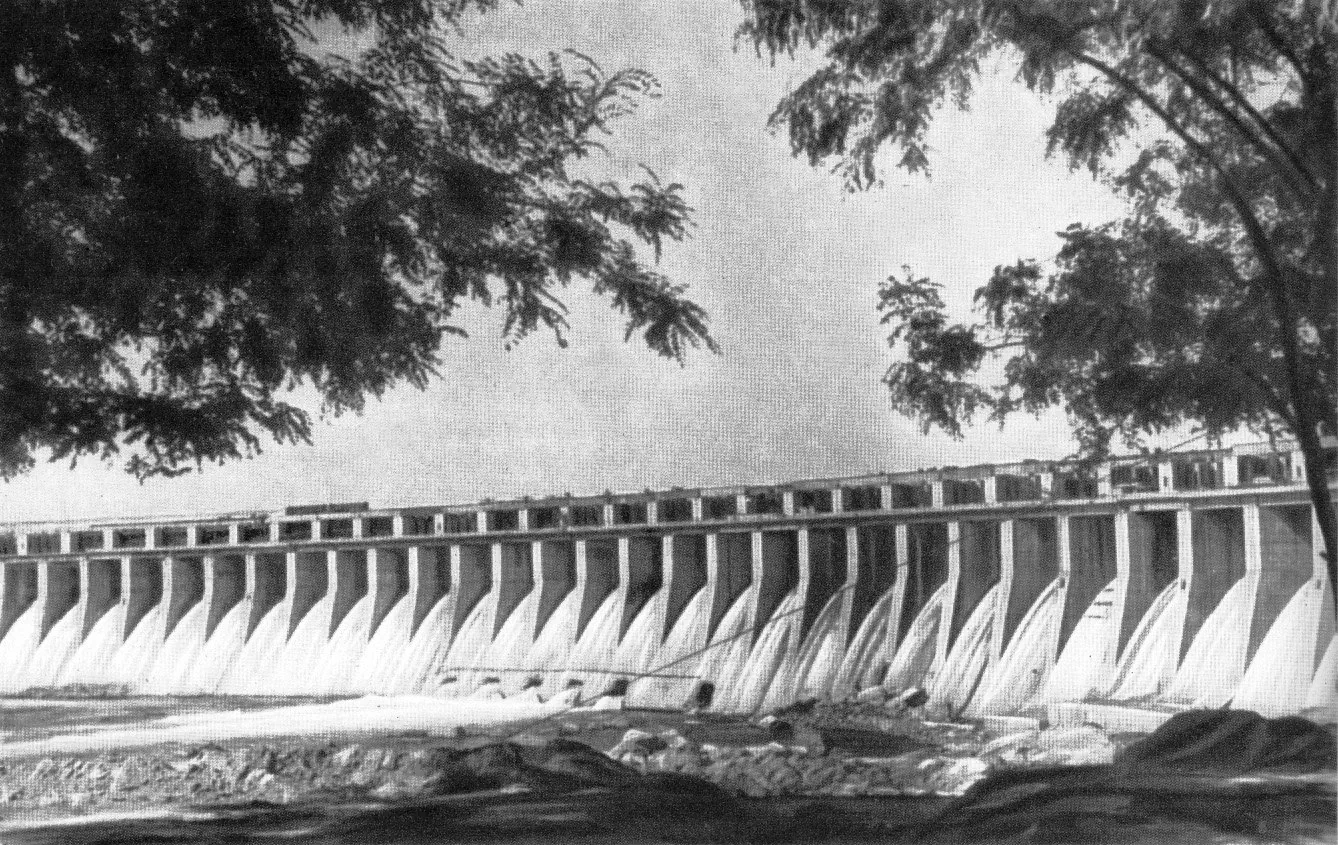
historická fotografie jedné z vodních elektráren v záporožské oblasti z roku 1947

Kaskáda byla vybudována v sovětském období v letech 1927–1975. Dvě vodní díla na Dněpru byla vyhlášena jako tzv. Velké stavby komunismu, kam byly z vodních elektráren ještě zařazeny Volžská a Žiguljovská elektrárna na Volze a Bratská elektrárna na Angaře.
Vodní elektrárna DněproGES se v roce 1932 stala největší vodní elektrárnou v Evropě a patří mezí nejznámější vodní elektrárny na světě. Byla poničena během druhé světové války a její činnost byla obnovena v roce 1950. Význam druhého díla v pořadí, Kachovské vodní elektrárny, byl podpořen vybudováním navazujícího zavlažovacího kanálu, odvádějícího vodu na jižní Ukrajinu a Krym.
V časovém sledu byly dále budovány vodní elektrárny Kremenčucká, Středodněperská a Kyjevská. Jako poslední byla v roce 1980 dostavěna Kanivská vodní elektrárna.
Ve výstavbě i ve fázích projektu jsou přečerpávací elektrárny využívající hladinu přehradních nádrží Dněpru, jejichž příspěvek k celkové výrobě elektrické energie je k roku 2019 nevýznamný. Kyjevská přečerpávací elektrárna byla postavena jako první vodní dílo svého druhu v Sovětském svazu.
Na Dněpru byly instalovány ve své době největší turbíny na světě a první horizontální Kaplanovy turbíny v Sovětském svazu.
Dne 6. června 2023 byla během Ruské invaze na Ukrajinu Kachovská přehrada těžce poškozena a došlo ke zničení 11 z 28 polí hráze i budovy elektrárny.

## Fotogalerie

### Vodní elektrárny

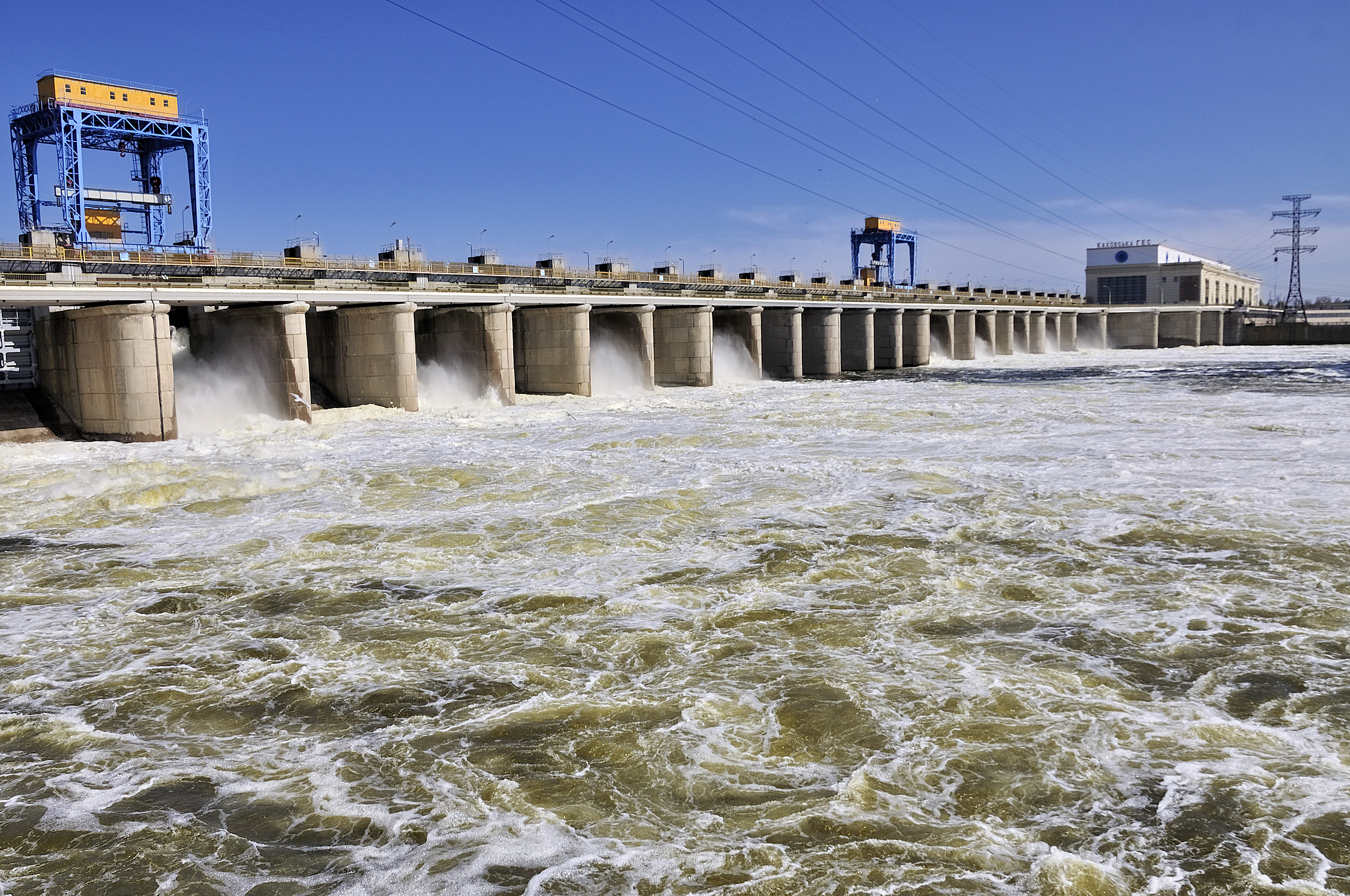
Kachovská
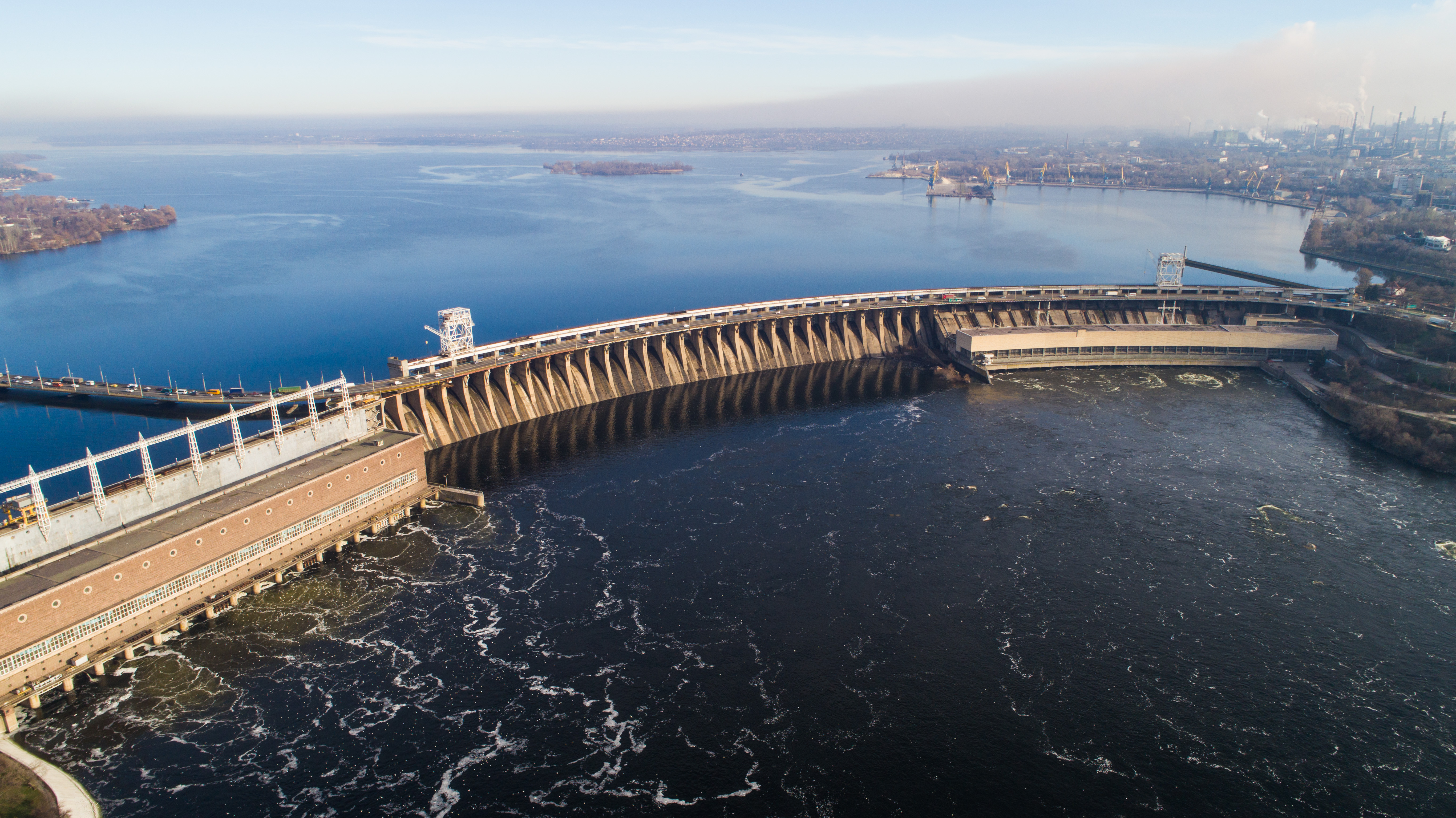
DněproGES
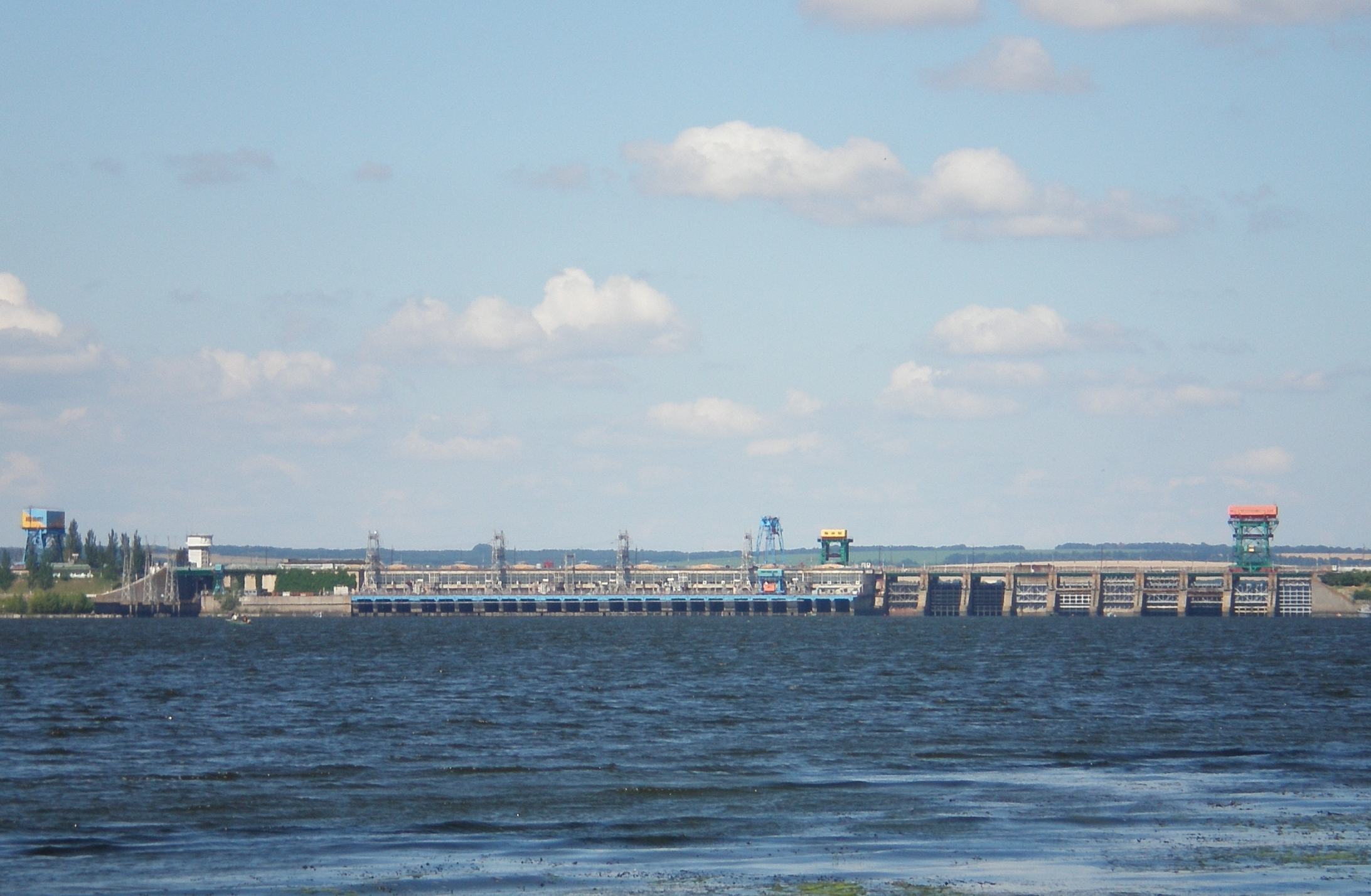
Střednědněprovská
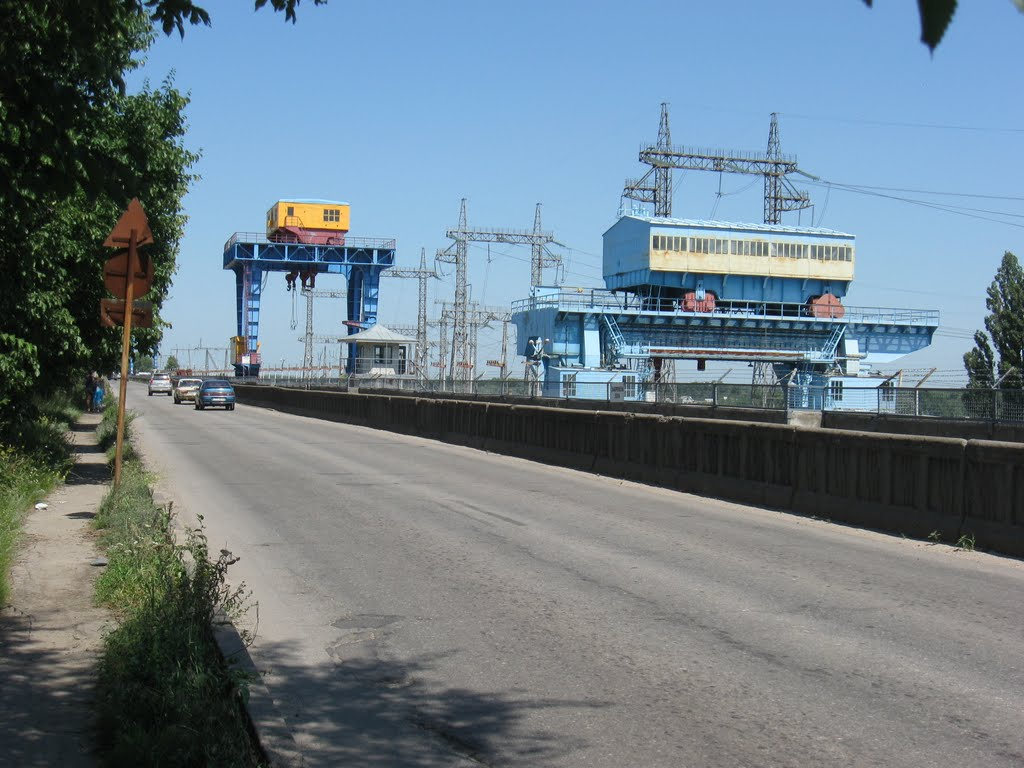
Kremenčucká
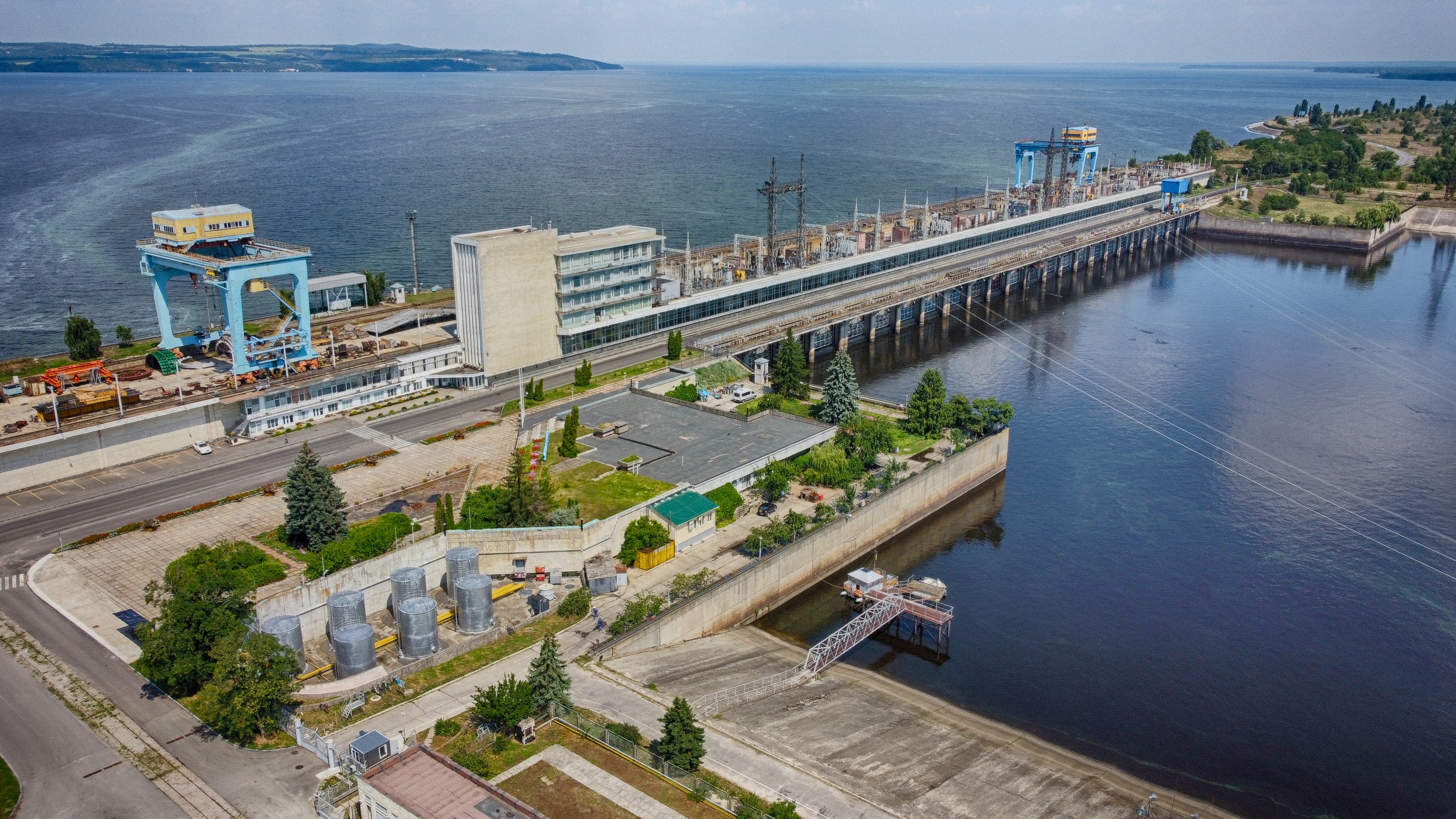
Kaněvská
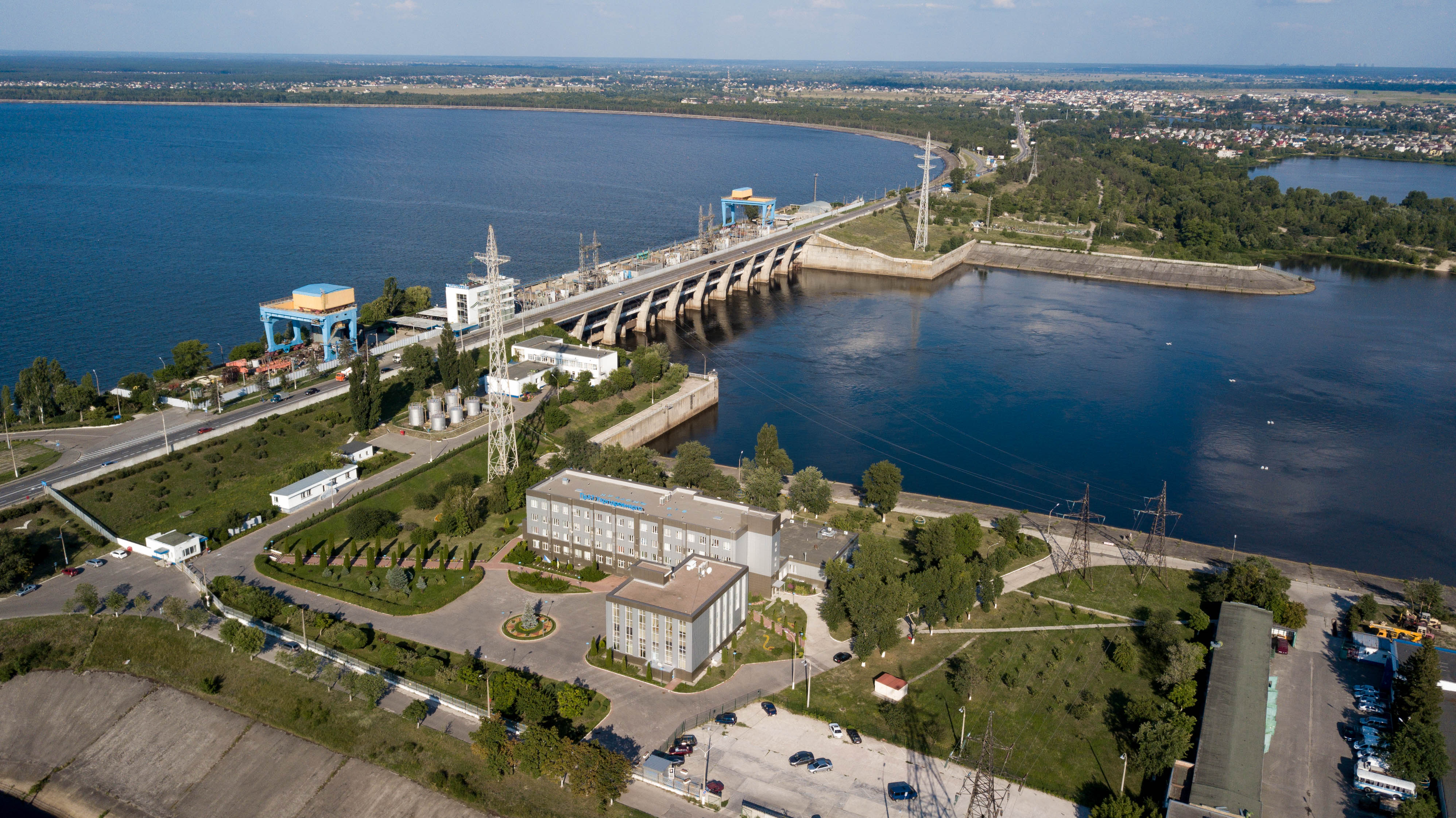
Kyjevská
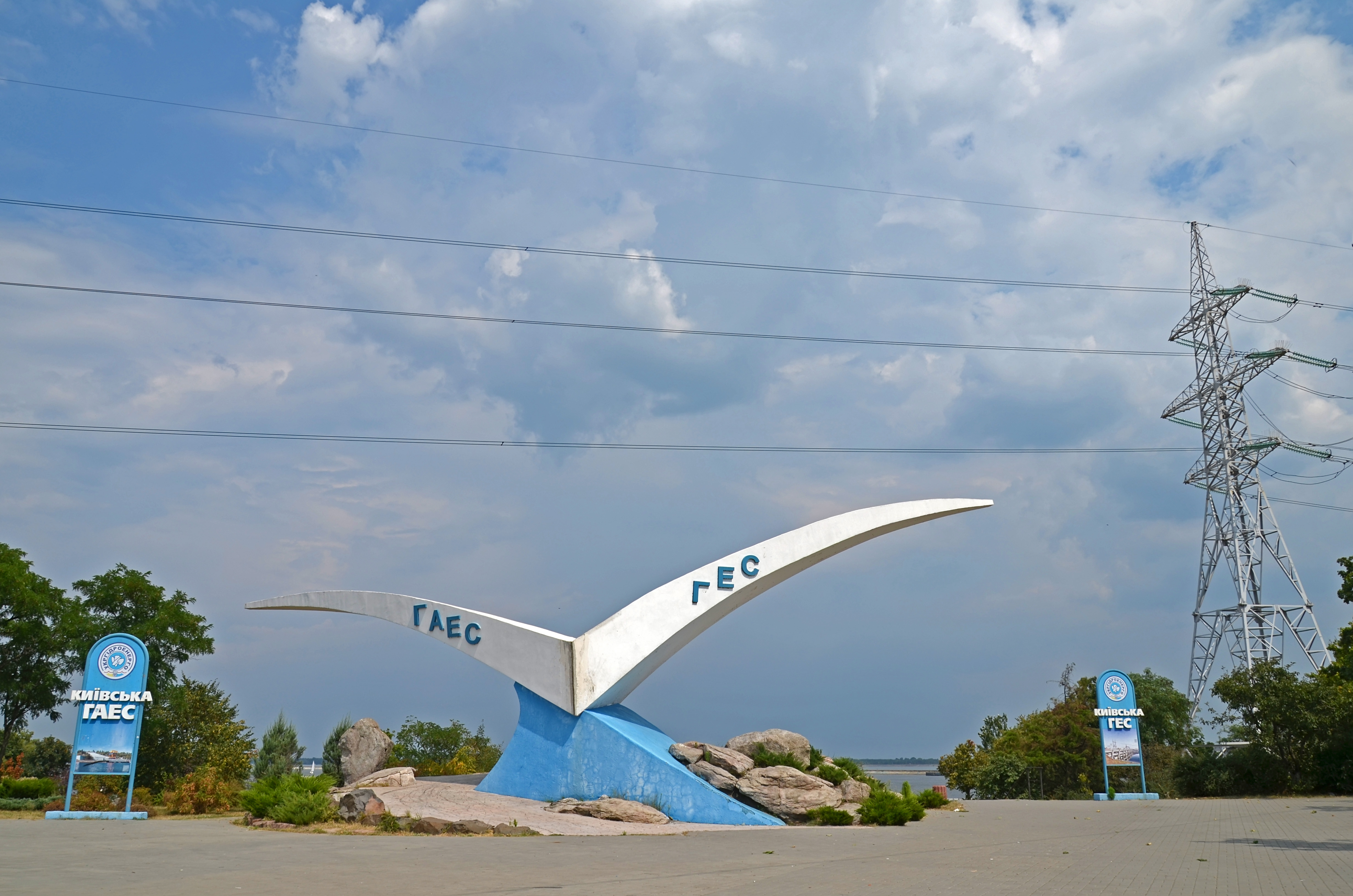
Kyjevská přečerpávací

### Přehradní nádrže

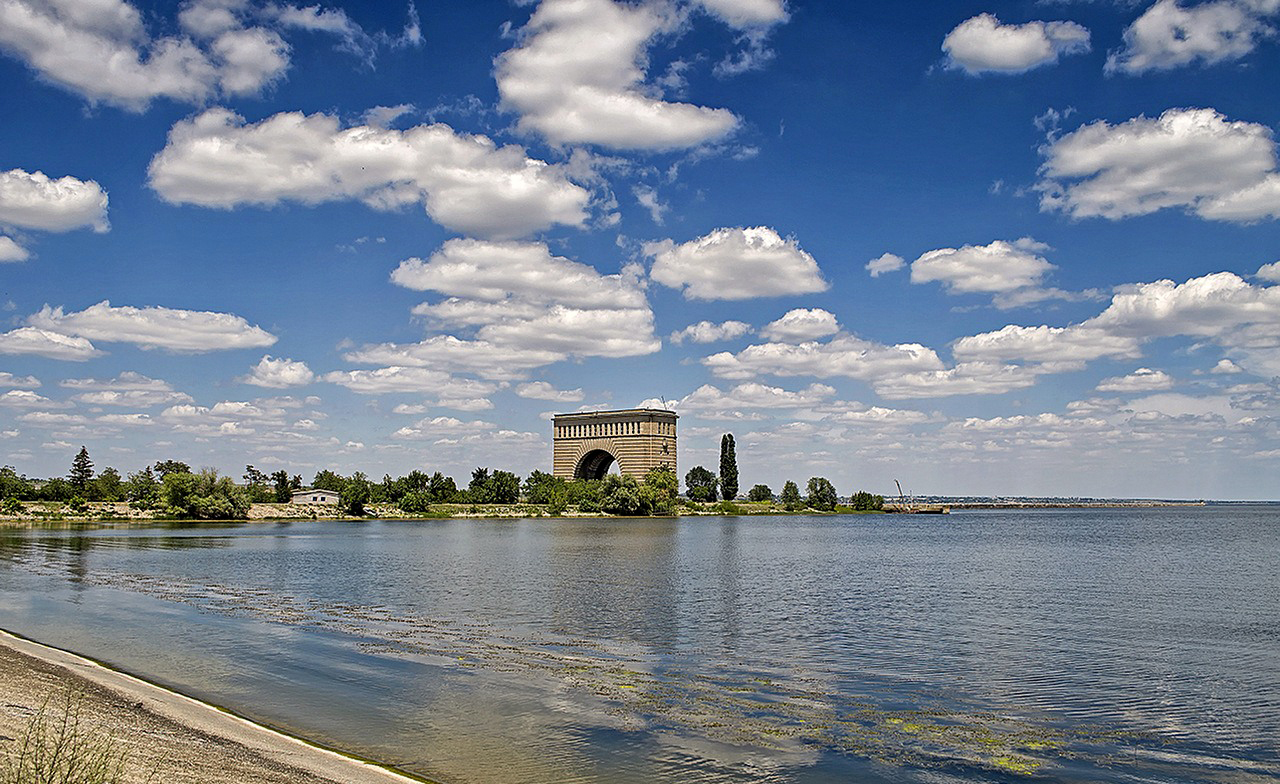
Kachovská
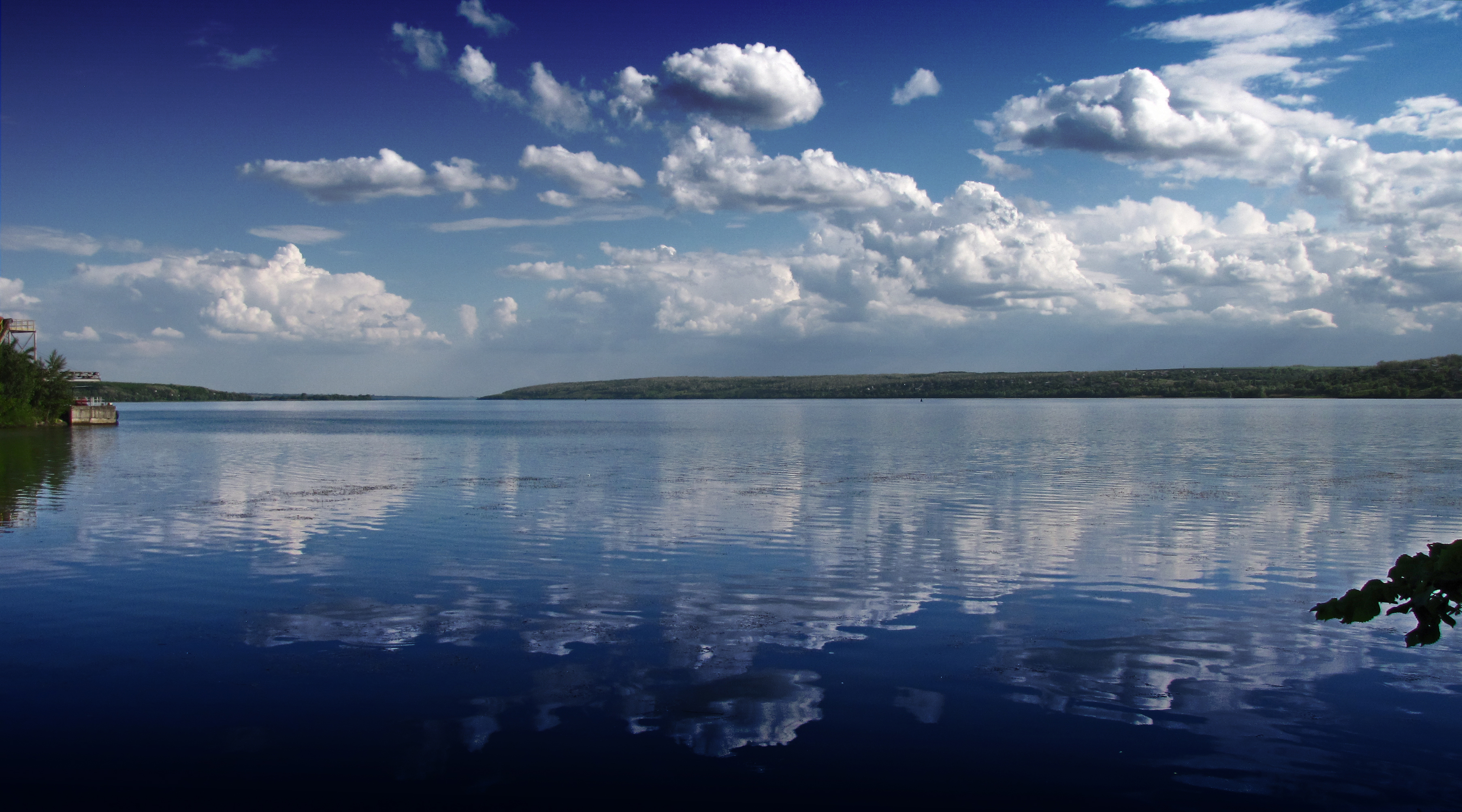
Dněprovská
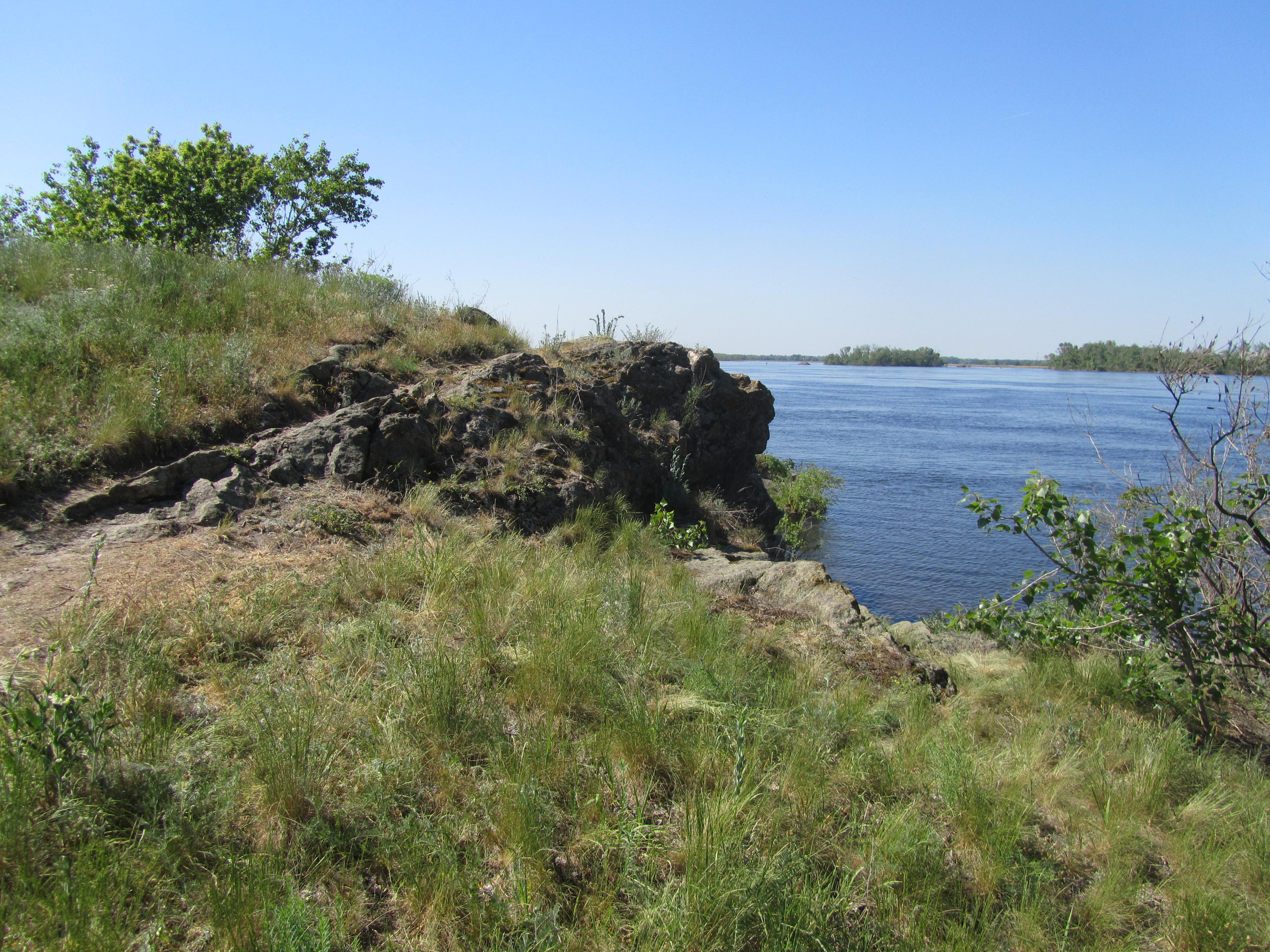
Kamenská
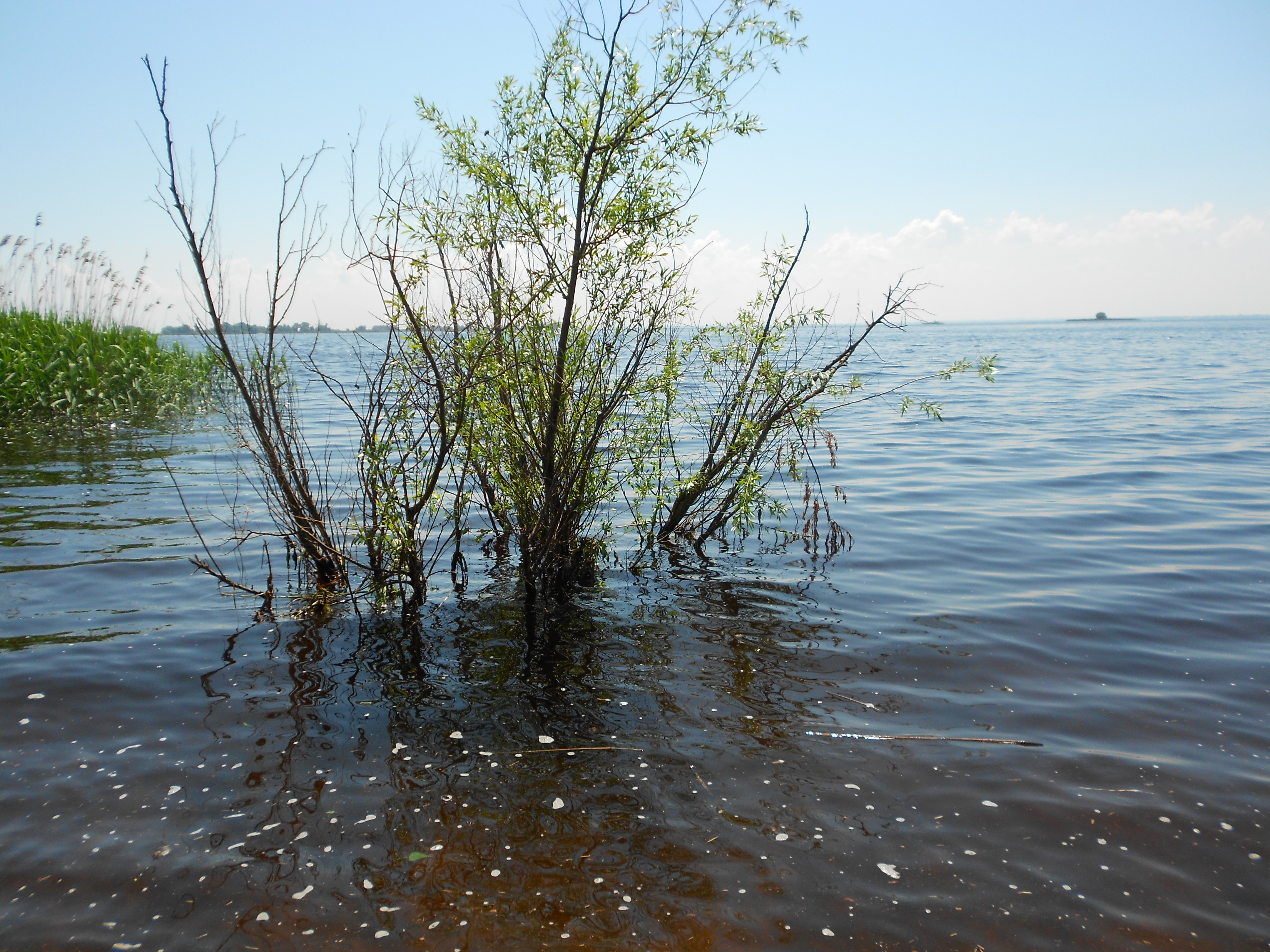
Kremenčucká
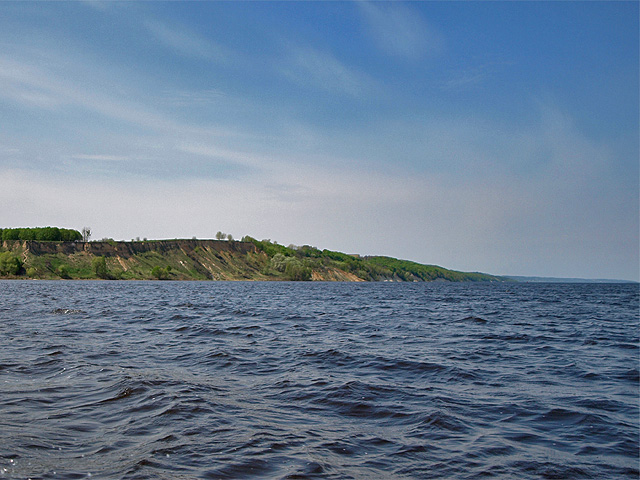
Kaněvská
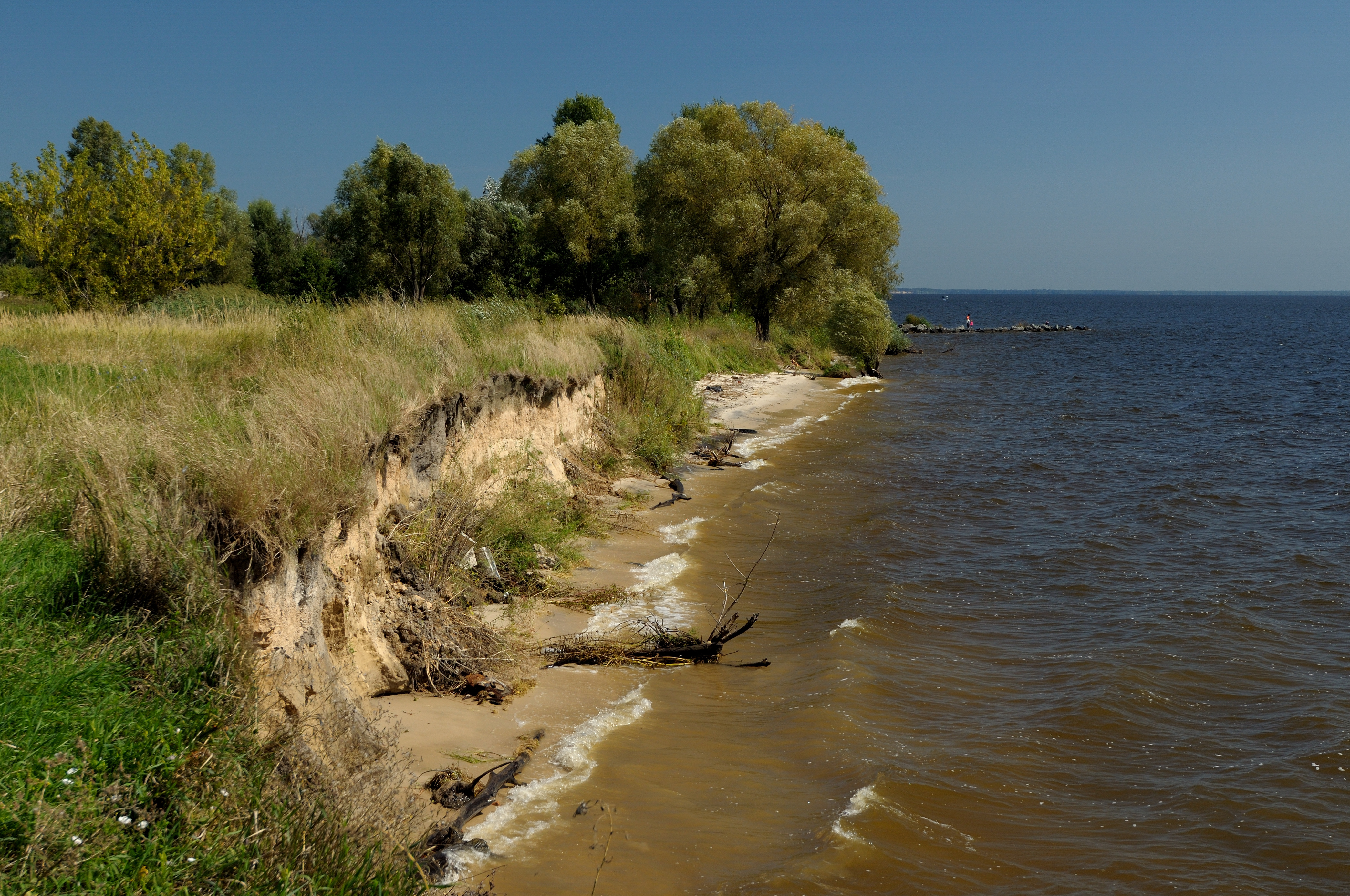
Kyjevská